# 1083 Salvia
1083 Salvia eller 1928 BC är en asteroid i huvudbältet, som upptäcktes 26 januari 1928 av den tyske astronomen Karl Wilhelm Reinmuth i Heidelberg. Den har fått sitt namn efter det vetenskapliga namnet på växtsläktet Salvia.
Asteroiden har en diameter på ungefär 8 kilometer och den tillhör asteroidgruppen Flora.